# Viatges apostòlics de Joan Pau II

Països visitats per Joan Pau II.

Durant el seu pontificat, el papa Joan Pau II viatjà més de tots els papes anteriors junts. Mentre que algunes de les destinacions dels seus pelegrinatges (com Estats Units o Terra Santa) ja havien estat visitades pel seu predecessor Pau VI (de vegades anomenat il Papa pellegrino), molts altres països no havien estat visitats prèviament per cap altre pontífex.
També nombroses les visites pastorals efectuades a les parròquies de Roma, a les ciutats, santuaris i en llocs de treball a Itàlia. Va ser el primer papa regnant que viatjà al Regne Unit, on es va reunir amb la reina Elisabet II, cap de l'Església Anglicana. En aquella ocasió, fent un gest d'alt valor simbòlic, es va agenollar en oració juntament amb l'arquebisbe de Canterbury, Robert Runcie, a l'interior de la catedral de Canterbury, el lloc més sagrat de l'Església anglicana.
Amb motiu dels seus molts viatges, va emfatitzar la seva devoció a la Mare de Déu, en visitar molts santuaris consagrats a ella, com els de Knock, a la República d'Irlanda, de Fàtima a Portugal, de la Verge de Guadalupe a Mèxic, de Lorda a França, a  Loreto i Pompeia a Itàlia o Montserrat a Catalunya. Les seves peregrinacions sovint es caracteritzen per una àmplia participació popular en les misses papals com, per exemple, la d'un milió de persones (un quart de la població d'Irlanda) que van participar en la missa celebrada el 1979 al Phoenix Park de Dublín.
Joan Pau II va fer la seva primera visita apostòlica del 25 de gener a l'1 de febrer de 1979, viatjant fins a la República Dominicana, Mèxic i les Bahames. Va visitar Santo Domingo, Ciutat de Mèxic, Puebla, Oaxaca, Guadalajara, Monterrey i Nassau. En el mateix any es va fer el segon a la seva terra natal, Polònia, la celebració de 12 misses i pronunciar 37 discursos públics. Allà va visitar Varsòvia, Gniezno, Czestochowa, Cracòvia, Kalwaria Zebrzydowska, Wadowice, Brzezinka i Nowy Targ.
Del 29 de setembre al 8 d'octubre de 1979 va fer la seva tercera visita apostòlica, a Irlanda i als Estats Units, amb una visita a les Nacions Unides. Les ciutats visitades van ser Dublín, Drogheda, Galway, Knock, Limerick, Maynooth, Boston, Nova York, Filadèlfia, Des Moines, Chicago i Washington DC. L'últim viatge de 1979 es va dedicar a Turquia i es va dur a terme del 28 al 30 de novembreVa visitar Ankara, Istanbul, Efes i Esmirna.
El 12 de maig de 1982, en el transcurs de la seva visita al santuari de Fàtima el sacerdot espanyol Juan María Fernández y Krohn, opositor a les reformes del Concili Vaticà II, intentà atacar el Papa amb una baioneta, però va ser aturat pels serveis de seguretat.
En record de la visita a la ciutat de Cochabamba (Bolívia) el 1988 va ser erigida l'estàtua colossal del Crist de la Concòrdia, una de les estàtues de Crist més altes del món.
Alguns diaris van informar de la notícia d'un pla d'atemptat contra el Papa durant la seva visita a Manila, a les Filipines, el gener de 1995. El pla, situat dins d'un vast pla d'atacs terroristes, anomenada "Operació Bojinka", va ser planejat pels dos membres de la xarxa terrorista Al-Qaida, Ramzi Yusef i Khalid Sheykh Mohammed. Un atacant suïcida vestit com un sacerdot per poder-se acostar a Wojtyla sense despertar sospites, havia d'acostar-se al vehicle que el portava i immolar-se a prop seu. Uns dies abans del 15 de gener, el dia en que l'atac havia de tenir lloc, es va produir un incendi accidental en un apartament que va permetre als investigadors, dirigits per Aida Fariscal, entrin en possessió d'un ordinador portàtil propietat de Yusef que contenia els plans detallats de l'acció terrorista. Yusef va ser detingut al Pakistan al voltant d'un mes més tard, mentre que Khalid Sheikh Mohammed no va ser detingut fins al 2003.
El 1999 Joan Pau II va visitar Romania on va conèixer els líders locals de l'Església Ortodoxa. Va ser el primer papa a visitar un país de majoria ortodoxa des del Cisma del segle xi (1054). També el 1999, Joan Pau II va fer Tornar als Estats Units, celebrant una missa a l'Edward Jones Dome de St. Louis, on van participar més de 104.000 persones, hauria sigut l'esdeveniment en la major reunió en cobert de la història dels Estats Units .
Al maig de 2001 Wojtyla va fer un altre pelegrinatge a través de la Mediterrània seguit les passes de Sant Pau: viatjà des de Grècia a Síria i a l'illa de Malta. Va ser el primer papa catòlic per entrar a Grècia durant més de mil anys i la primera vegada que visità una mesquita: la mesquita dels Omeies a Damasc, on es creu que està enterrat el cos degollat de sant Joan Baptista.
Al maig de 2002, durant el seu viatge a Bulgària, va pregar davant la tomba de Joan de Rila.

## Lista de viatges

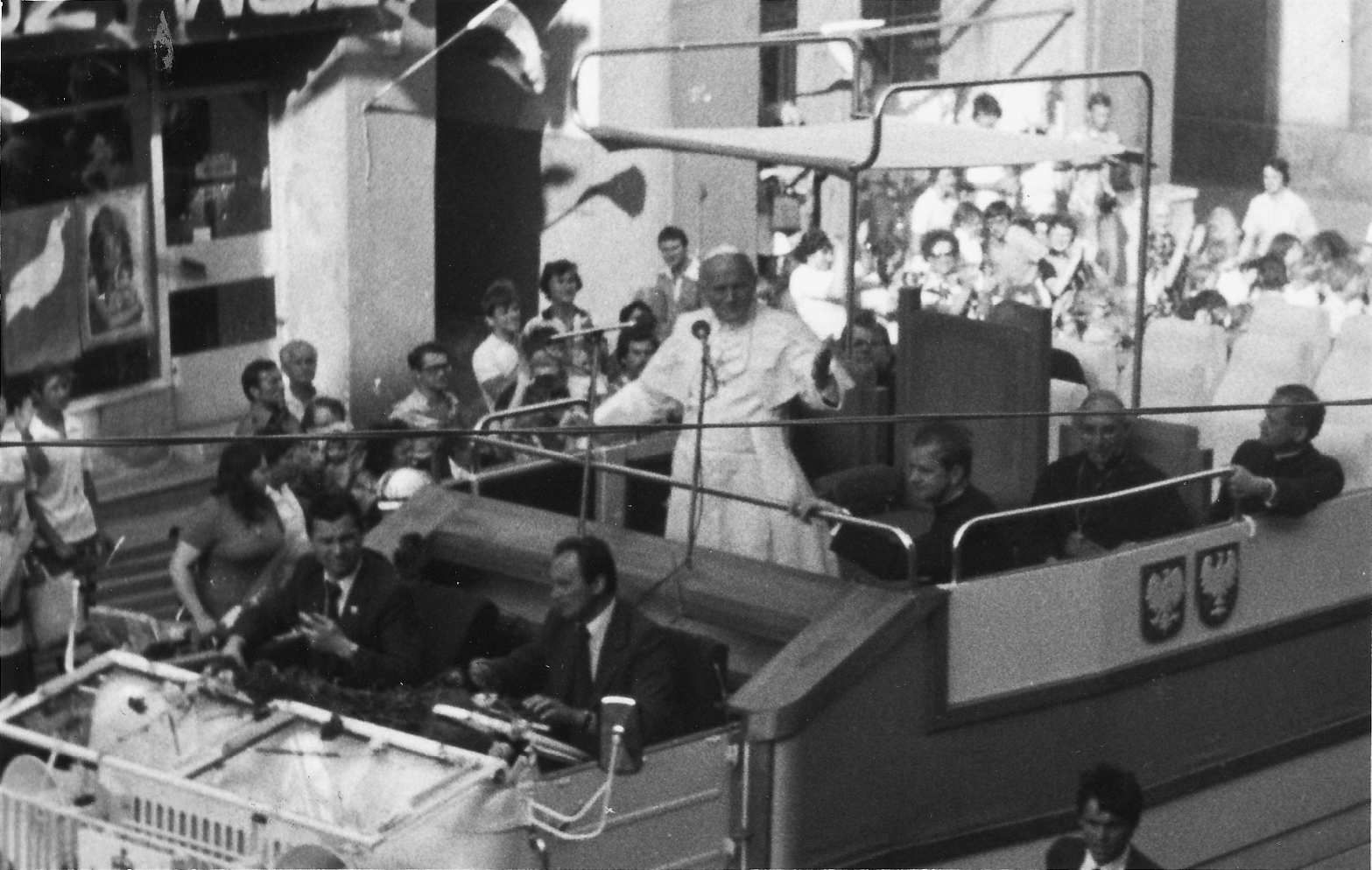
Viatge apostòlic a Polònia, 1979

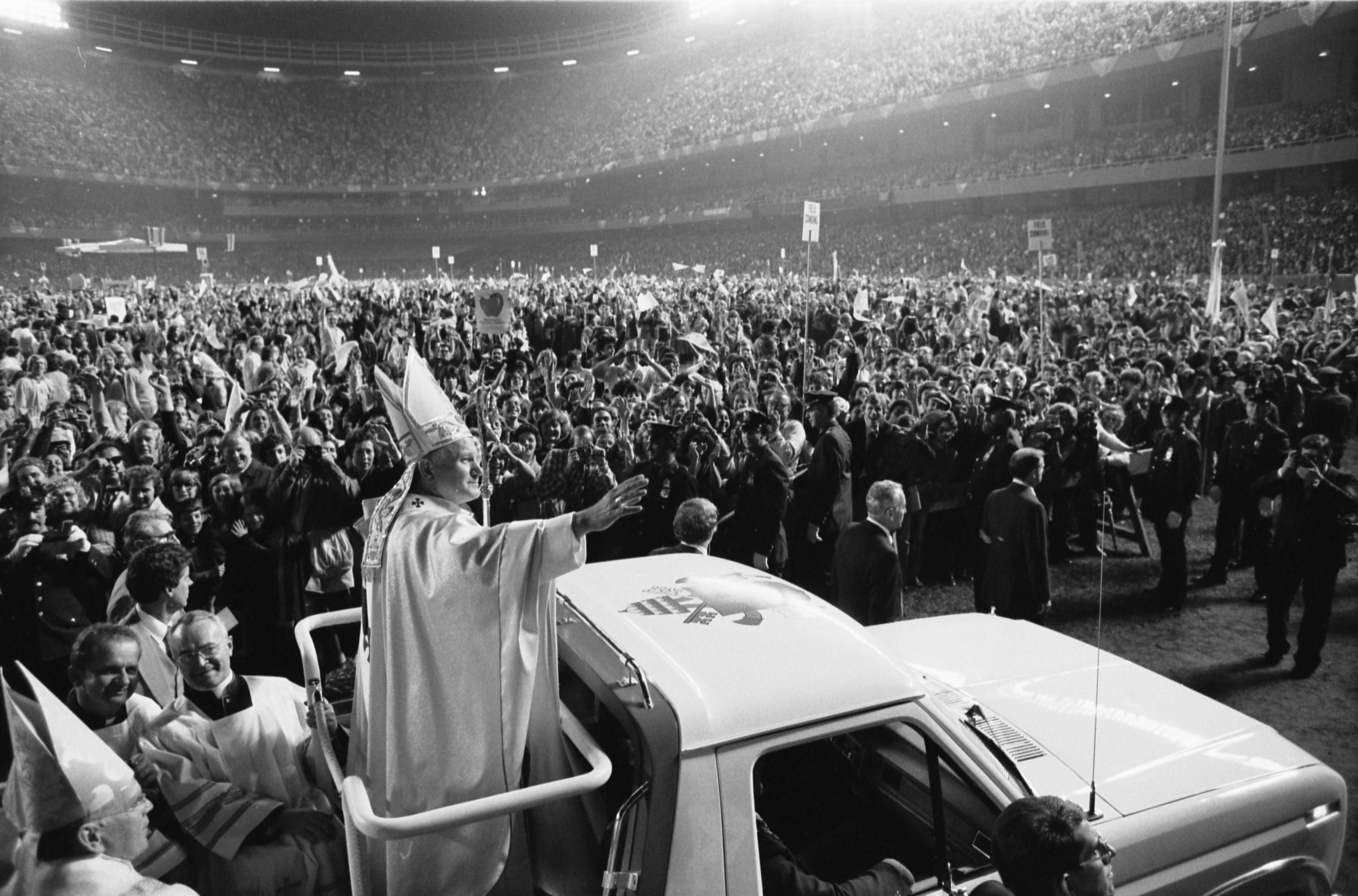
Viatge apostòlic als Estats Units, 1979

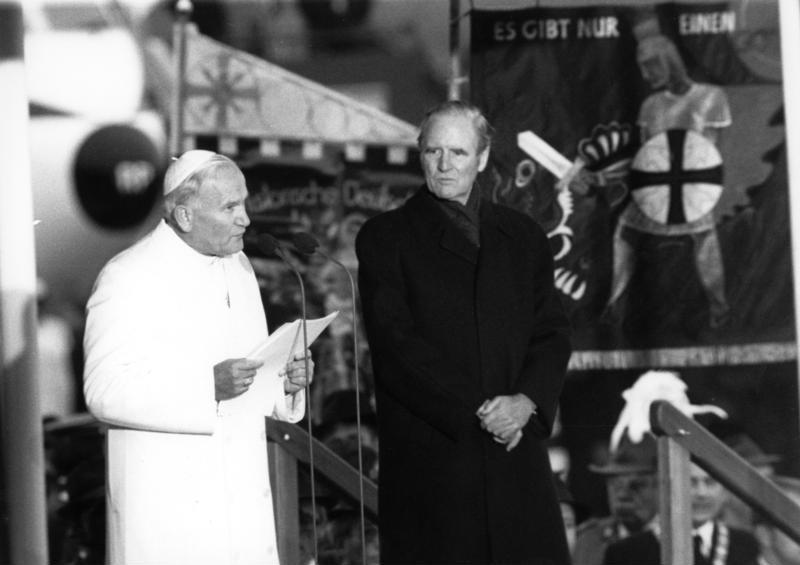
Viatge apostòlic a Alemanya, 1980

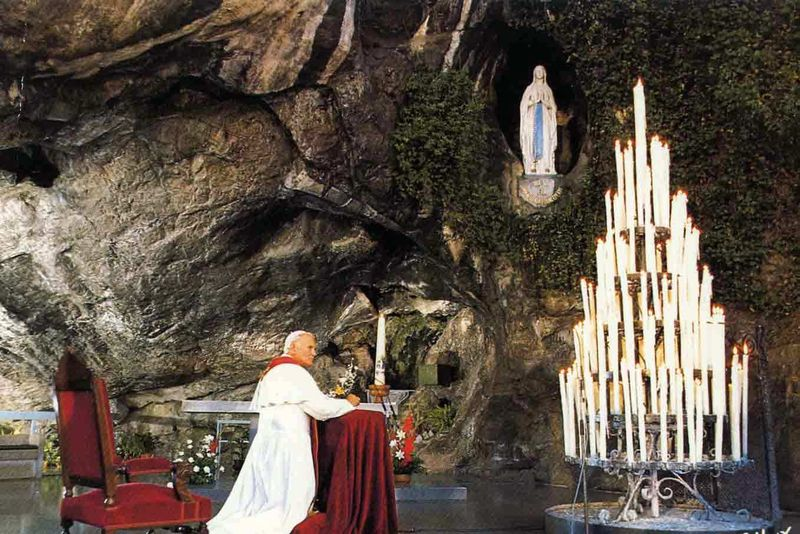
Viatge apostòlic a Lorda, 1983

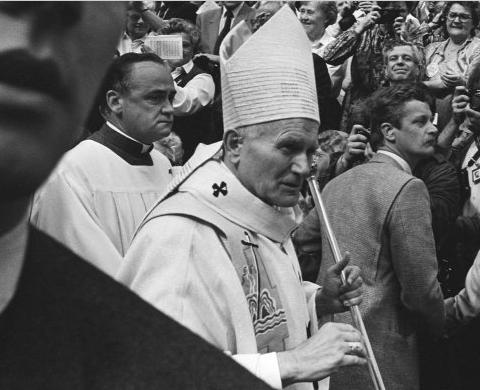
Viatge apostòlic als Països Baixos, 1985

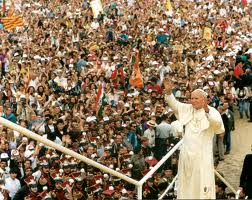
Jornada mundial de la joventut a Polònia, 1991

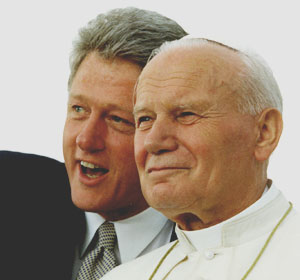
Viatge apostòlic als Estats Units, 1993

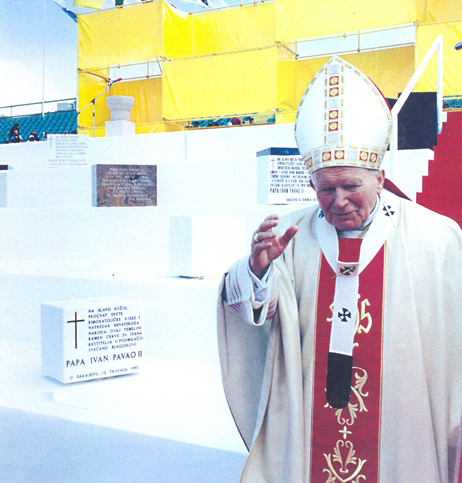
Viatge apostòlic a Sarajevo, 1997

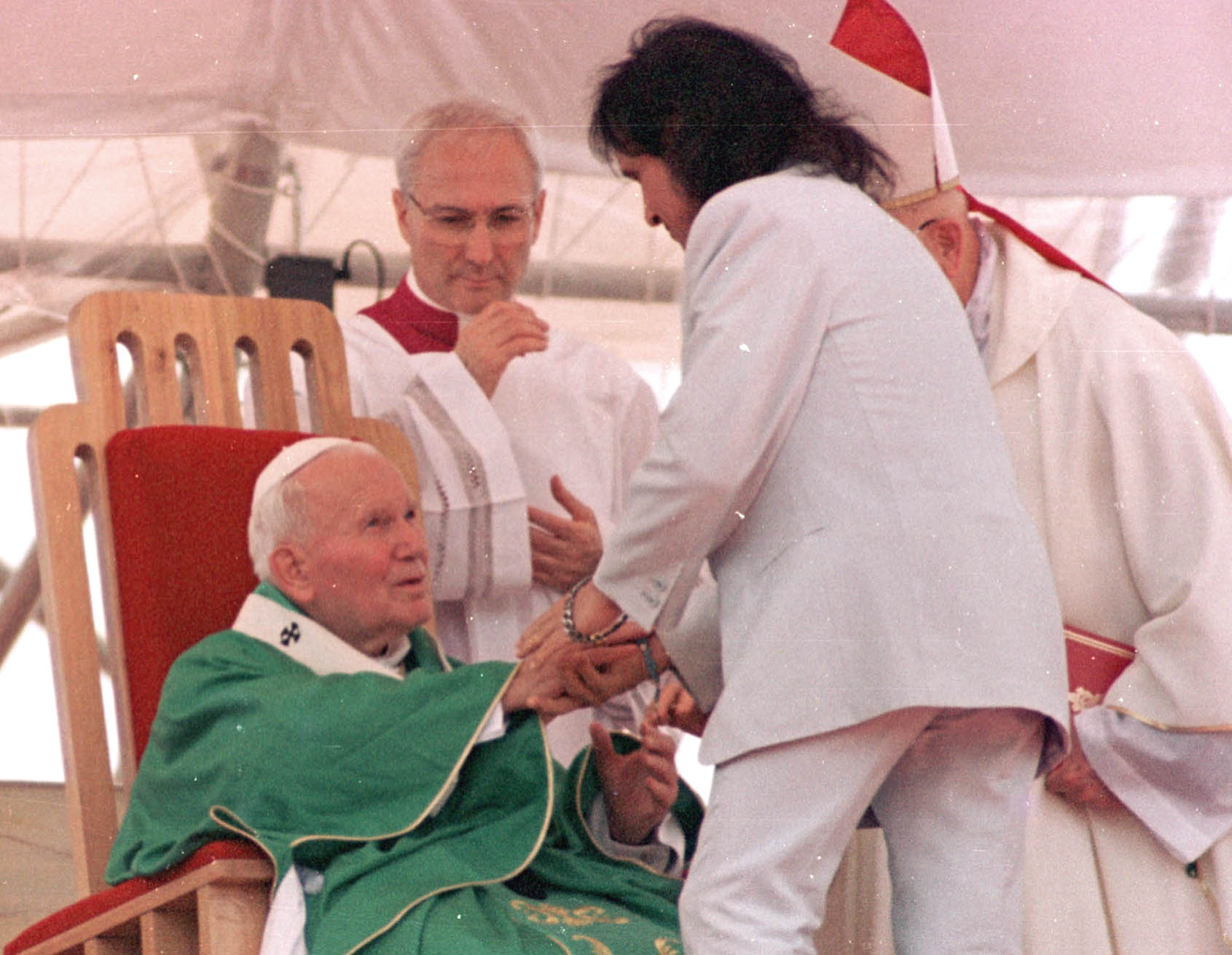
Viatge apostòlic al Brasil, 1997

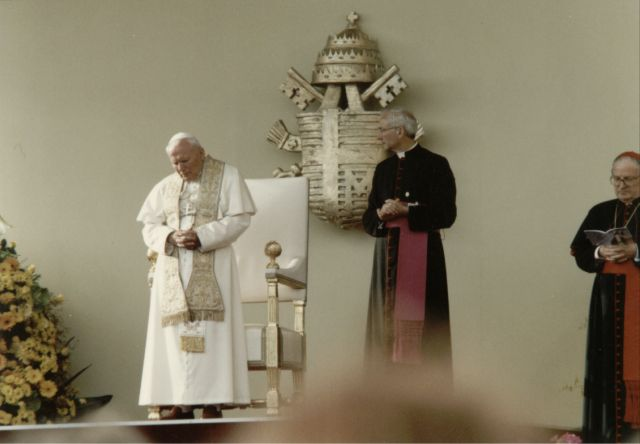
Viatge apostòlic a Polònia, 1997

La següent relació són tots els viatges pastorals de Joan Pau II a l'exterior d'Itàlia. (pels viatges apostòlics dins d'Itàlia, veure "Visites pastorals de Joan Pau II"):
1. 25 de gener - 1 de febrer de 1979 - República Dominicana, Mèxic, Bahames
2. 2 de juny - 10 de juny de 1979 - Polònia
3. 29 de setembre - 8 d'octubre de 1979 - República d'Irlanda i Estats Units
4. 28 de novembre - 30 de novembre de 1979 - Turquia
5. 2 de maig - 12 de maig de 1980 - Zaire, República del Congo, Kenya, Ghana, Burkina Faso, Costa d'Ivori
6. 30 de maig - 2 de juny de 1980 - França
7. 30 de juny - 12 de juliol de 1980 - Brasil
8. 15 de novembre - 19 de novembre de 1980 - Alemanya
9. 16 de febrer - 27 de febrer de 1981 - Pakistan, Filipines, Guam (EUA), Japó, Alaska (EUA)
10. 12 de febrer - 19 de febrer de 1982 - Nigèria, Benín, Gabon, Guinea Equatorial
11. 12 de maig - 15 de maig de 1982 - Portugal
12. 28 de maig - 2 de juny de 1982 - Gran Bretanya
13. 10 de juny - 13 de juny de 1982 - Rio de Janeiro (Brasil), Argentina
14. 15 de juny de 1982 - Ginebra (Suïssa)
15. 29 d'agost de 1982 - San Marino
16. 31 d'octubre - 9 de novembre de 1982 - Espanya
17. 2 de març - 10 de març de 1983 - Lisboa (Portugal), Costa Rica, Nicaragua, Hondures, Panamà, El Salvador, Guatemala, Belize, Haití
18. 16 de juny - 23 de juny de 1983 - Polònia
19. 14 d'agost - 15 d'agost de 1983 - Lorda (França)
20. 10 de setembre - 13 de setembre de 1983 - Àustria
21. 2 de maig - 12 de maig de 1984 - Alaska (EUA), República de Corea, Papua Nova Guinea, Salomó, Tailàndia
22. 12 de juny - 17 de juny de 1984 - Suïssa
23. 9 de setembre - 21 de setembre de 1984 - Canadà
24. 10 d'octubre - 13 d'octubre de 1984 - Saragossa (Espanya), Santo Domingo (República Dominicana), San Juan (Puerto Rico)
25. 26 de gener - 6 de febrer de 1985 - Perú, Equador, Veneçuela, Trinitat i Tobago
26. 11 de maig - 21 de maig de 1985 - Països Baixos, Luxemburg, Bèlgica
27. 8 d'agost - 19 d'agost de 1985 - Togo, Costa d'Ivori, Camerun, República Centreafricana, Zaire, Kenya, Marroc
28. 8 de setembre de 1985 - Kloten (Suïssa), Liechtenstein
29. 31 de gener - 11 de febrer de 1986 - Índia
30. 1 de juliol - 8 de juliol de 1986 - Saint Lucia, Colòmbia
31. 4 d'octubre - 7 d'octubre de 1986 - França
32. 18 de novembre - 1 de desembre de 1986 - Bangladesh, Singapur, Fiji, Nova Zelanda, Austràlia, Seychelles
33. 31 de març - 13 d'abril de 1987 - Xile, Uruguai, Argentina (Jornada mundial de la joventut 1987)
34. 30 d'abril - 4 de maig de 1987 - Alemanya
35. 8 de juny - 14 de juny de 1987 - Polònia (Varsòvia, Lublin, Tarnów, Cracòvia, Szczecin, Gdynia, Gdańsk, Częstochowa, Łódź, Varsòvia)
36. 10 de setembre - 21 de setembre de 1987 - Estats Units (inclou Nova Orleans i Detroit), Fort Simpson (Canadà)
37. 7 de maig - 18 de maig de 1988 - Uruguai, Bolívia, Lima (Perú), Paraguai, Curaçao
38. 23 de juny - 27 de juny de 1988 - Àustria
39. 10 de setembre - 19 de setembre de 1988 - Zimbàbue, Botswana, Lesotho, Swazilàndia, Moçambic
40. 8 d'octubre - 11 d'octubre de 1988 - França
41. 28 d'abril - 6 de maig de 1989 - Madagascar, Réunion, Zàmbia, Malawi
42. 1 de juny - 10 de juny de 1989 - Noruega, Islàndia, Finlàndia, Dinamarca, Suècia
43. 19 d'agost - 21 d'agost de 1989 - Santiago de Compostel·la (Jornada mundial de la joventut 1989) i Asturies (Espanya)
44. 6 d'octubre - 16 d'octubre de 1989 - Seül (República de Corea), Timor Oriental (llavors part d'Indonèsia), Maurici
45. 25 de gener - 1 de febrer de 1990 - Cap Verd, Guinea Bissau, Mali, Burkina Faso, Txad
46. 21 d'abril - 22 d'abril de 1990 - Txecoslovàquia
47. 6 de maig - 14 de maig de 1990 - Mèxic, Curaçao
48. 25 de maig - 27 de maig de 1990 - Malta
49. 1 de setembre - 10 de setembre de 1990 - Luqa (Malta), Tanzània, Burundi, Ruanda, Yamoussoukro (Costa d'Ivori)
50. 5 de maig - 13 de maig de 1991 - Portugal
51. 1 de juny - 9 de juny de 1991 - Polònia
52. 13 d'agost - 20 d'agost de 1991 - Czestochowa (Polònia, Jornada mundial de la joventut 1991), Hongria
53. 12 d'octubre - 21 d'octubre de 1991 - Brasil
54. 19 de febrer - 26 de febrer de 1992 - Senegal, Gàmbia, Guinea
55. 4 de juny - 10 de juny de 1992 - Angola, São Tomé i Príncipe
56. 9 d'octubre - 14 d'octubre de 1992 - República Dominicana
57. 3 de febrer - 10 de febrer de 1993 - Benín, Uganda, Khartoum (Sudan)
58. 25 d'abril de 1993 - Albània
59. 12 de juny - 17 de juny de 1993 - Espanya
60. 9 d'agost - 16 d'agost de 1993 - Jamaica, Mérida (Mèxic), Denver (EUA, Jornada mundial de la joventut 1993)
61. 4 de setembre - 10 de setembre de 1993 - Lituània, Letònia, Estònia
62. 10 de setembre - 11 de setembre de 1994 - Zagreb (Croàcia)
63. 11 de gener - 21 de gener de 1995 - Manila (Filipines, Jornada mundial de la joventut 1995), Port Moresby (Papua Nova Guinea), Sydney (Austràlia), Colombo (Sri Lanka)
64. 20 de maig - 22 de maig de 1995 - República Txeca, Polònia
65. 3 de juny - 4 de juny de 1995 - Bèlgica
66. 30 de juny - 3 de juliol de 1995 - Eslovàquia
67. 14 de setembre - 20 de setembre de 1995 - Yaoundé (Camerun), Johannesburg (Sud-àfrica), Nairobi (Kenya)
68. 4 d'octubre - 9 d'octubre de 1995 - Newark, East Rutherford, Nova York, Yonkers, Baltimore (totes als EUA)
69. 5 de febrer - 12 de febrer de 1996 - Guatemala, Nicaragua, El Salvador, Veneçuela
70. 14 d'abril de 1996 - Tunísia
71. 17 de maig - 19 de maig de 1996 - Eslovènia
72. 21 de juny - 23 de juny de 1996 - Alemanya
73. 6 de setembre - 7 de setembre de 1996 - Hongria
74. 19 de setembre - 22 de setembre de 1996 - França
75. 12 d'abril - 13 d'abril de 1997 - Sarajevo (Bòsnia i Hercegovina)
76. 25 d'abril - 27 d'abril de 1997 - República Txeca
77. 10 de maig - 11 de maig de 1997 - Beirut (Líban)
78. 31 de maig - 10 de juny de 1997 - Polònia
79. 21 d'agost - 24 d'agost de 1997 - París (França, Jornada mundial de la joventut 1997)
80. 2 d'octubre - 6 d'octubre de 1997 - Rio de Janeiro (Brasil)
81. 21 de gener - 26 de gener de 1998 - Cuba
82. 21 de març - 23 de març de 1998 - Nigèria
83. 19 de juny - 21 de juny de 1998 - Àustria
84. 2 d'octubre - 4 d'octubre de 1998 - Croàcia
85. 22 de gener - 28 de gener de 1999 - St. Louis (EUA), Mèxic
86. 7 de maig - 9 de maig de 1999 - Romania
87. 5 de juny - 17 de juny de 1999 - Polònia
88. 19 de setembre de 1999 - Eslovènia
89. 5 d'octubre - 9 d'octubre de 1999 - Nova Delhi (Índia), Geòrgia
90. 24 de febrer - 26 de febrer de 2000 - Mont Sinaí (Egipte)
91. 20 de març - 26 de març de 2000 - Jordània, Israel, Territoris palestins
92. 12 de maig - 13 de maig de 2000 - Fàtima (Portugal)
93. 5 de maig - 9 de maig de 2001 - Malta, Grècia, Síria
94. 23 de juny - 27 de juny de 2001 - Ucraïna, incloent Babi Iar, on van ser assassinats nombrosos jueus durant l'Holocaust
95. 22 de setembre - 27 de setembre de 2001 - Kazakhstan, Armènia
96. 22 de maig - 26 de maig de 2002 - Azerbaidjan, Bulgària
97. 23 de juliol - 2 d'agost de 2002 - Canadà (Jornada mundial de la joventut 2002), Guatemala (inclou Antigua Guatemala), Mèxic
98. 18 d'agost - 19 d'agost de 2002 - Polònia
99. 3 de maig - 4 de maig de 2003 - Espanya
100. 5 de juny - 9 de juny de 2003 - Croàcia
101. 22 de juny de 2003 - Bòsnia i Hercegovina
102. 11 de setembre - 14 de setembre de 2003 - Eslovàquia
103. 5 de juny de 2004 - Suïssa
104. 14 d'agost - 15 d'agost de 2004 - Lorda (França)

## Per país

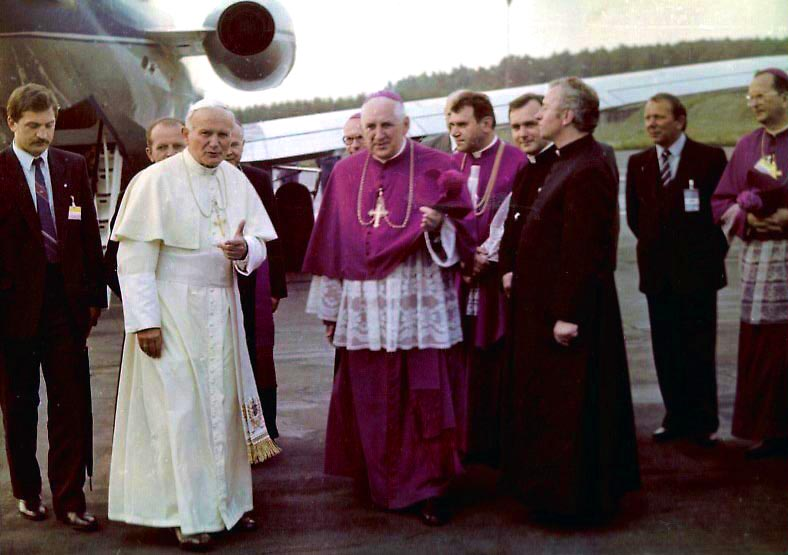
Joan Pau II a Polònia el 1987

El Papa Joan Pau II ha visità 127 països, a més d'Itàlia:
- No visites a Polònia
- Vuit visites a França (inclou una visita a Réunion)
- Set visites als Estats Units (inclou dues etapes a Alaska)
- Cinc visites a Mèxic i Espanya
- Quatre visites a Brasil, Portugal i Suïssa
- Tres visites a Àustria, Canadà, Costa d'Ivori, Croàcia, Txecoslovàquia (a més de dues visites a Eslovàquia), El Salvador, Alemanya, Guatemala, Kenya, Malta i República Dominicana
- Dues visites a l'Argentina, Austràlia, Bèlgica, Benín, Bòsnia i Hercegovina, Burkina Faso, Camerun, Curaçao (Antilles Neerlandeses), Filipines, Índia, Nicaragua, Nigèria, Papua Nova Guinea, Perú, República de Corea, Eslovàquia (a més de tres visites a Txecoslovàquia), Eslovènia, Hongria, Uruguai, Veneçuela i Zaire
- Una visita a Albània, Angola, Armènia, l'Azerbaidjan, Bahames, Bangladesh, Belize, Bolívia, Botswana, Bulgària, Burundi, Cap Verd, el Txad, Xile, Colòmbia, Congo, Costa Rica, Cuba, Dinamarca, Equador, Egipte (al Mont Sinaí), Estònia, Fiji, Finlàndia, Gabon, Gàmbia, Geòrgia, Ghana, Jamaica, Japó, Jordània, Gran Bretanya, Grècia, Guinea, Guinea Bissau, Guinea Equatorial, Haití, Islàndia, Salomó, Israel, el Kazakhstan, Letònia, Líban, Lesotho, Liechtenstein, Lituània, Luxemburg, Madagascar, Malawi, Mali, Marroc, Maurici, Moçambic, Noruega, Nova Zelanda, Països Baixos, Pakistan, Panamà, Paraguai, Puerto Rico, República Centreafricana, República d'Irlanda, Romania, Ruanda, San Marino, São Tomé i Príncipe, Senegal, Seychelles, Singapur, Sri Lanka, Saint Lucia, Sud-àfrica, Síria, Sudan, Suècia, Swazilàndia, Tailàndia, Tanzània, Timor Oriental (a l'època formava part d'Indonèsia), Togo, Trinitat i Tobago, Tunísia, Turquia, Ucraïna, Uganda, Zàmbia, Zimbàbue

## Jornades mundials de la joventut
Set viatges pastorals de Wojtyla van realitzar-se en el context de les Jornades mundials de la joventut. Òbviament no s'inclou la JMJ de Roma de 2000.